# ADFGX
ADFGX in ADFGVX sta nemška sistema šifriranja iz 1. svetovne vojne.
Namen šifriranje je bilo tajno prenašanje sporočil pri uporabi radiotelegrafije. Ta postopek je odkril častnik službe za zveze Fritz Nebel (1891-1967). Prvič je bil uporabljen 1. marca 1918 na nemškemu delu zahodne fronte. ADFGVX je naslednik tega postopka in se je uporabljal od 1. junija 1918.
Postopek šifriranja je dvostopenjski. Najprej se znaki (črke in številke) po posebnem ključu zamenjajo z drugimi, nato pa se premeša po drugem ključu vrstni red znakov.

## Prva stopnja – zamenjava
Znaki v odprtem besedilu se monoalfabetsko zamenjajo za pare črk, v katerih pa so le črke A, D, F, G in X. To se naredi v posebnem kvadrantu po naslednjih pravilih:
V matriko, ki ima pet vrstic in pet stolpcev, se vnese tajen ključ, na primer WIKIPEDIA. Črke, ki nastopajo večkrat, se uporabijo samo enkrat. Iz Wikipedia nastane tako wikpeda. Ta se vnese od prvega stolpca v prvi vrstici, ostanek matrike se napolni z ostalimi črkami abecede, praviloma v obratnem vrstnem redu (začenši z Z). Ker ima nemška abeceda 26 črk, v matriki pa je le 25 mest, so izpuščali v nemščini redko črko J in jo pri šifriranju nadomeščali s črko I. Na vrhu in ob strani matrike se napišejo črke A, D, F, G, in X. Na ta način se z uporabo ključa Wikipedia dobi naslednja matrika za zamenjavo:
```
                         A D F G X
                                                     
                      A  w i k p e 
                      D  d a z y x
                      F  v u t s r
                      G  q o n m l
                      X  h g f c b
```

Odprt tekst se črka za črko pretvori v pare črk na robu matrike. Odprt tekst je na primer: Munitionierung beschleunigen Punkt Soweit nicht eingesehen auch bei Tag. Iz prve črke M nastane GG, iz črke U nastane FD in tako naprej. Iz odprtega teksta (zgornje vrstice) se dobi naslednji šifriran vmesni tekst (spodnje vrstice):
```
M  u  n  i  t  i  o  n  i  e  r  u  n  g  b  e  s  c  h  l  e
GG FD GF AD FF AD GD GF AD AX FX FD GF XD XX AX FG XG XA GX AX
```

```
u  n  i  g  e  n  P  u  n  k  t  S  o  w  e  i  t  n  i  c  h
FD GF AD XD AX GF AG FD GF AF FF FG GD AA AX AD FF GF AD XG XA
```

```
t  e  i  n  g  e  s  e  h  e  n  a  u  c  h  b  e  i  T  a  g
FF AX AD GF XD AX FG AX XA AX GF DD FD XG XA XX AX AD FF DD XD
```

Taki sistemi šifriranja, pri katerem se neka črka vedno zamenja z isto črko (ali parom črk kot tukaj), so dokaj nezanesljivi in se jih da dokaj enostavno zlomiti. Zato so uporabljali še drugo stopnjo šifriranja.

## Druga stopnja šifriranja – zamenjava vrstnega reda
Vmesni tekst se po vrsticah vnese v drugo matriko. Širina matrike se dobi iz dolžine drugega ključa, Uporabljali so se ključi dolžine 15 do 22 črk. Ta drugi ključ (na primer BEOBACHTUNGSLISTE) se napiše nad drugo matriko. Črke tega gesla se oštevilčijo po vrstnem redu v abecedi. Črka A dobi številko 1, prva črka B številko 2, druga črka B številko 3 in tako naprej tako, da dobi črka U šrevilko 17.
```
    1  2  3  4  5  6  7  8  9 10 11 12 13 14 15 16 17
    B  E  O  B  A  C  H  T  U  N  G  S  L  I  S  T  E
    2  5 12  3  1  4  8 15 17 11  7 13 10  9 14 16  6
     
    G  G  F  D  G  F  A  D  F  F  A  D  G  D  G  F  A
    D  A  X  F  X  F  D  G  F  X  D  X  X  A  X  F  G
    X  G  X  A  G  X  A  X  F  D  G  F  A  D  X  D  A
    X  G  F  A  G  F  D  G  F  A  F  F  F  F  G  G  D
    A  A  A  X  A  D  F  F  G  F  A  D  X  G  X  A  F
    F  A  X  A  D  G  F  X  D  A  X  F  G  A  X  X  A
    A  X  G  F  D  D  F  D  X  G  X  A  X  X  A  X  A
    D  F  F  D  D  X  D
```

Potem, ko se je vmesni tekst po vrsticah vnesel v matriko, še po stolpcih in številkah, ki pripadajo tem stolpcem, prečita. Najprej se v petem stolpcu (črka A in številka 1) prečita GXGGADDD in na koncu v devetem stolpcu (črka U in številka 17) tekst FFFFGDX. Kompleten šifriran tekst se glasi:
```
GXGGA DDDGD XXAFA DDFAA XAFDF FXFDG DXGAG GAAXF AGADF AAADG
FAXXA DADFF FDDAD FGAXG XAFXG XFXDA FAGFX XFAXG FDXFF DFAGX
XGXXA DGXGF XDFFD GAXXF FFFGD X
```

S kriptografskega stališča je važno, da se pari črk, ki so bili določeni monoalfabetsko razdelijo, kar zelo oteži lomljenje šifre. Šifriran tekst se ne oddaja kot dolga kača ampak praviloma v skupinah po pet črk, kar olajša delo radioperaterjem. Šifriran tekst se je praviloma pošiljal brezžično z Morsejevimi znaki. Izbor prav teh petih črk je v jasni ločljivosti njihovih znakov v Morsejevi abecedi:
```
 Mosejeva  A .-
 Abeceda   D -...
           F ...-.
           G --.
           X -...-          
```

Dnevno so pošiljali med 25 in 150 sporočil. Da bi otežilo lomljenje šifre, so dnevno menjali oba ključa. 
1. junija 1918 so dodali še šesto črko in sicer V. Na ta način so lahko v matriko vpisali kompletno nemško abecedo in vseh deset števk.

## Dešifriranje
Pooblaščeni prejemnik ima oba ključa in v obratnem redu iz šifriranega teksta dobi poslani odprti tekst.

## Lomljenje šifre
Lomljenje šifre pomeni, da se brez poznavanja ključev in metode pridobi odprti tekst. To je uspelo francoskemu artilerijskemu častniku stotniku Georgesu Painvinu že aprila 1918.